# SK Eernegem
Maillots
Dernière mise à jour : 3 août 2017.
Le Sportkring Eernegem est un club de football belge, basé à Eernegem, un village appartenant à la commune d'Ichtegem, en Flandre-Occidentale. Fondé en 1939, le club évolue en première provinciale lors de la saison 2017-2018. Il a disputé 15 saisons dans les séries nationales au cours de son histoire.

## Histoire
Le Sportkring Eernegem est fondé le 10 mars 1939, et s'affilie dans la foulée à l'Union belge de football, qui lui attribue le matricule 2777, et le verse dans les séries régionales ouest-flandriennes. Ses débuts en compétition sont perturbés par le déclenchement de la Seconde Guerre mondiale quelques mois plus tard.
Le club évolue dans les divisions régionales et provinciales de Flandre-Occidentale durant un demi-siècle. Ce n'est qu'en 1995 que le club est promu pour la première fois de son Histoire en Promotion, le quatrième et dernier niveau national. Lors de ses deux premières saisons à ce niveau, le club termine juste au-dessus de la zone de relégation. La saison suivante, il termine quatrième, performance confirmée par une deuxième place en 1999. Cette place permet au club de participer au tour final pour la montée en Division 3, dont il est éliminé au premier tour par Oud-Heverlee Louvain. Après une nouvelle quatrième place en 2001, qui le mène au tour final où il est à nouveau battu au premier tour, cette fois par Zwarte Leeuw, le club est relégué en première provinciale au terme de la saison suivante, après sept saisons en nationales.
Promu à nouveau après une saison, le SK Eernegem retrouve la Promotion en 2003. Ce retour ne dure que deux saisons, avant que le club ne soit relégué vers les séries provinciales. En 2010, après cinq saisons, le club remporte le titre provincial et remonte en Promotion. Pour sa première saison, il termine à la cinquième place, à bonne distance des places qualificatives pour le tour final pour la montée. La saison 2011-2012 est plus difficile pour le club, qui lutte toujours pour son maintien jusqu'à la fin du championnat. Après deux saisons plus calmes, le club est de nouveau mêlé à la lutte pour le maintien en 2014-2015 et échappe de peu aux barrages. Malheureusement, la saison suivante est encore plus mauvaise et voit le club terminer à l'avant-dernière place dans sa série, synonyme de relégation en première provinciale.

## Résultats dans les divisions nationales
Statistiques mises à jour le 21 mai 2016

### Bilan
| Niv | Divisions     | Jouées | Titres | TM Up | TM Down |
| --- | ------------- | ------ | ------ | ----- | ------- |
| I   | 1re nationale | 0      | 0      |       |         |
| II  | 2e nationale  | 0      | 0      |       |         |
| III | 3e nationale  | 0      | 0      |       |         |
| IV  | 4e nationale  | 15     | 0      | 2     |         |
| V   | 5e nationale  | 0      | 0      |       |         |
|     |               |        |        |       |         |
|     | TOTAUX        | 15     | 0      | 2     | 0       |

- TM Up : test-match pour départager des égalités, ou toutes formes de Barrages ou de Tour final pour une montée éventuelle.
- TM Down : test-match pour départager des égalités, ou toutes formes de Barrages ou de Tour final pour le maintien.

### Classements saison par saison
| Ordre               | Saison  | Nom du club | Niveau            | Classement final | Remarques   |
| ------------------- | ------- | ----------- | ----------------- | ---------------- | ----------- |
| 1                   | 1995-96 | SK Eernegem | Promotion série A | 11e/16           |             |
| 2                   | 1996-97 | SK Eernegem | Promotion série A | 12e/16           |             |
| 3                   | 1997-98 | SK Eernegem | Promotion série A | 4e/16            |             |
| 4                   | 1998-99 | SK Eernegem | Promotion série A | 2e/16            | Tour final! |
| 5                   | 1999-00 | SK Eernegem | Promotion série A | 8e/16            |             |
| 6                   | 2000-01 | SK Eernegem | Promotion série A | 4e/16            | Tour final! |
| 7                   | 2001-02 | SK Eernegem | Promotion série A | 14e/16           | Relégué!    |
| séries provinciales |         |             |                   |                  |             |
| 8                   | 2003-04 | SK Eernegem | Promotion série A | 8e/16            |             |
| 9                   | 2004-05 | SK Eernegem | Promotion série A | 14e/16           | Relégué!    |
| séries provinciales |         |             |                   |                  |             |
| 10                  | 2010-11 | SK Eernegem | Promotion série A | 5e/16            |             |
| 11                  | 2011-12 | SK Eernegem | Promotion série A | 11e/16           |             |
| 12                  | 2012-13 | SK Eernegem | Promotion série A | 9e/16            |             |
| 13                  | 2013-14 | SK Eernegem | Promotion série A | 8e/16            |             |
| 14                  | 2014-15 | SK Eernegem | Promotion série A | 12e/16           |             |
| 15                  | 2015-16 | SK Eernegem | Promotion série A | 15e/16           | Relégué!    |
| séries provinciales |         |             |                   |                  |             |